# فابین بوسی
فابین بوسی (انگلیسی: Fabien Bossy؛ زادهٔ ۱ اکتبر ۱۹۷۷) بازیکن فوتبال اهل فرانسه است.
از باشگاه‌هایی که در آن بازی کرده‌است می‌توان به باشگاه فوتبال آکادمیکو ویزئو، باشگاه فوتبال دارلینگتون، باشگاه فوتبال ایر یونایتد، باشگاه ورزشی مون‌پلیه، و باشگاه فوتبال ویتبای تاون اشاره کرد.